# Cydia crassicornis
Cydia crassicornis là một loài bướm đêm thuộc họ Tortricidae. Nó là loài đặc hữu của Hawaii.
Loài này có ở a single male và is có thể exinct.